# 소크라테스 브리토
소크라테스 오렐 브리토(Socrates Orel Brito, 1992년 9월 6일 ~ )는 도미니카 공화국의 야구 선수이자, 현 멕시칸 리그 로호스 델 아길라 데 베라크루스의 외야수이다.

## 미국 프로야구 시절
2015년에 애리조나 다이아몬드백스에 입단하였다.

## 한국 프로야구 시절

### KIA 타이거즈시절
2022년에 프레스턴 터커를 대체할 외국인 야수로 영입되었다.

## 별명
- 나훈아의 노래 제목과 이름 때문에 '테스형'이라고 불린다.